# Chiesa della Madonna della Consolazione (Castiglion Fiorentino)
La Chiesa della Madonna della Consolazione è un edificio di culto che si trova poco al di fuori delle mura di Castiglion Fiorentino.

## Storia e descrizione
Sul luogo di un precedente tabernacolo mariano presso il quale Eleonora di Toledo guarì da una malattia agli occhi, si decise dopo tale evento la costruzione di una chiesa, anche grazie alla notevole somma di denaro messa a disposizione dalla stessa duchessa. Il tempio ottagonale fu iniziato nel 1565, forse sulla base di un disegno di Antonio da Sangallo il Giovane o di Vasari o di un architetto del suo ambiente, e fu completato nel 1606. La qualità non trascurabile dell'edificio, i suoi riferimenti all'architettura classica e a Bramante e Michelangelo, ha suscitato un ampio dibattito sulla paternità dell'edificio, non ancora definitivamente chiarita. In origine la costruzione era dotata di una cupola, crollata già nel 1608 per problemi statici e sostituita da un basso tetto piramidale. 
All'esterno le facciate dell'ottagono, in arenaria, sono ripartite in due ordini da un'ampia ed aggettante trabeazione; nella parte inferiore sono finestre di forma rettangolare; in quella più alta più grandi oculi. Il portale principale è rivolto verso la strada, gli altri due lateralmente, rivolti verso est e verso ovest.
L'interno ripete lo stesso schema architettonico dell'esterno, che scandisce pareti intonacate bianche e presenta otto grandi pilastri cantonali sui quali corre un camminamento praticabile. La Madonna col Bambino già nel tabernacolo è attribuita a Luca Signorelli, o a un pittore locale tardo cinquecentesco. Dopo il crollo della cupola, l'immagine miracolosa fu inserita nel 1634 in un altare a quattro facce costruito da Filippo Berrettini, in origine previsto al centro dell'edificio, ma che poi fu collocato in una cappella che si aggiunse all'ottagono al fine di contenerlo.
Gli altari, realizzati a cavallo tra Cinquecento e Seicento, contengono diverse tele: a lato dell'ingresso, a sinistra, l'altare della Madonna di Loreto fu fatto realizzare dalla famiglia Guelfi, come si vede dallo stemma al centro del timpano. La tela ivi collocata raffigura la Madonna di Loreto con i santi Leonardo, Carlo Borromeo, Nicola da Tolentino e Francesco ed è opera di un artista ancora anonimo. All'altare a destra l'altra tela è opera del 1593 del poco noto Valerio Meritevoli e rappresenta la Sacra Famiglia al ritorno dall'Egitto.
Ai lati dell'altare invece, a destra, l'altare della famiglia Salvi, anch'esso con lo stemma, reca la tela firmata da Benedetto Veli con la Crocifissione tra i Santi Andrea, Filippo, Egidio e Maria Maddalena. All'altro lato l'altare è solo dipinto ed al centro vi è un'altra tela ottocentesca con Sant'Isidoro di Vincenzo Chialli.